# Stenochironomus ranzii
Stenochironomus ranzii är en tvåvingeart som beskrevs av Rossaro 1982. Stenochironomus ranzii ingår i släktet Stenochironomus och familjen fjädermyggor. Inga underarter finns listade i Catalogue of Life.